# Marcelo Mabilia
Marcelo Mabilia (31 ottobre 1972) è un allenatore di calcio ed ex calciatore brasiliano, di ruolo attaccante, preparatore dei portieri.

## Palmarès

### Giocatore

#### Competizioni nazionali
- Campionato giapponese: 1

Júbilo Iwata: 1997
- Coppa del Brasile: 1

Juventude: 1999